# Emma zu Waldeck und Pyrmont

Emma zu Waldeck und Pyrmont (um 1880)

Adelheid Emma Wilhelmina Theresia zu Waldeck und Pyrmont (* 2. August 1858 im Residenzschloss von Arolsen; † 20. März 1934 in Den Haag) war als zweite Ehefrau Wilhelms III. Königin der Niederlande und Großherzogin von Luxemburg.
Emma stammte aus dem deutschen Kleinststaat Waldeck-Pyrmont. Mit dem Tod ihres Mannes im Jahr 1890 wurde ihre Tochter Wilhelmina Königin der Niederlande. Da diese erst 10 Jahre alt war, übernahm Emma bis zu deren Volljährigkeit 1898 die Regentschaft des Königreichs. Emma wird in den Niederlanden auch als Königin-Witwe und als Regentin Emma bezeichnet. Emma war nur Titularkönigin.

## Leben
Emma war eine Tochter des Fürsten Georg Viktor zu Waldeck und Pyrmont und dessen erster Frau, Helene von Nassau. Damit entstammte sie dem Haus Waldeck. 1869 war ihre ältere Schwester, Sophie, an Lungentuberkulose gestorben; dieser Tod traf die junge Prinzessin schwer, und später stiftete sie den Emma-Fonds zur Bekämpfung dieser Krankheit.
Sie wurde am 7. Januar 1879 in Arolsen als Zwanzigjährige die zweite Frau des 41 Jahre älteren Wilhelm III., König der Niederlande. Dazu trat sie von der lutherischen Kirche zur Nederlandse Hervormde Kerk über.
Aus dieser Ehe wurde am 31. August 1880 Wilhelmina geboren. Ein großes Anliegen war Emma die religiöse Erziehung ihrer Tochter.
Während der letzten Lebenstage des Königs (vom 14. bis zum 23. November 1890) amtierte Emma als Regentin, am 20. November wurde sie als Regentin vereidigt. Nach Wilhelms Tod übernahm sie die Regentschaft für ihre Tochter, Wilhelmina, bis diese 1898 achtzehn Jahre alt war und verfassungsgemäß den Thron besteigen durfte. Dazu wurde ihr ein Vormundschaftsrat (Raad van Voogdij) zur Seite gestellt, gegen dessen Vorschläge Emma sich zuweilen behaupten musste. Emma sorgte durch ihr Vorbild dafür, dass am Hof und in den „besseren Kreisen“ Niederländisch gesprochen wurde. Zuvor hatte am Hof und in der Oberschicht der Gebrauch anderer Sprachen als vornehmer gegolten. Dass dieser Schritt durch jemanden geschah, für den das Niederländische selbst eine Fremdsprache gewesen war, erregte in der Bevölkerung Aufsehen und Bewunderung. Emma hatte unmittelbar nach ihrer Verlobung begonnen, Niederländisch zu lernen; die niederländische Regierung hatte  ihr den Philologen Laurens Reinhard Beynen (1811–1897), Rektor des Gymnasiums in Den Haag, als Lehrer nach Arolsen entsandt.
Am 31. Mai 1895 wurde die Regentin zum Chef des Infanterie-Regiments „Prinz Friedrich der Niederlande“ zu Minden und somit zur Nachfolgerin von Prinz Friedrich der Niederlande in dieser Funktion ernannt.
Während ihrer Regentschaft trug Emma zur Stärkung der konstitutionellen Monarchie bei. 1918 ließ sie sich vom Maler Jan Veth porträtieren. Die vielen Besuche im Lande und die gut inszenierte Präsentation ihrer Tochter Wilhelmina stärkten das Vertrauen zum Haus Oranien. Ihren Witwensitz nahm sie im Sommerhalbjahr im Palais Soestdijk und im Winterhalbjahr im Paleis Lange Voorhout in Den Haag. Dort, im Paleis Lange Voorhout, starb sie am 20. März 1934. Bei ihrer Beisetzung wurde Mein Waldeck gespielt, die Landeshymne ihrer Heimat.

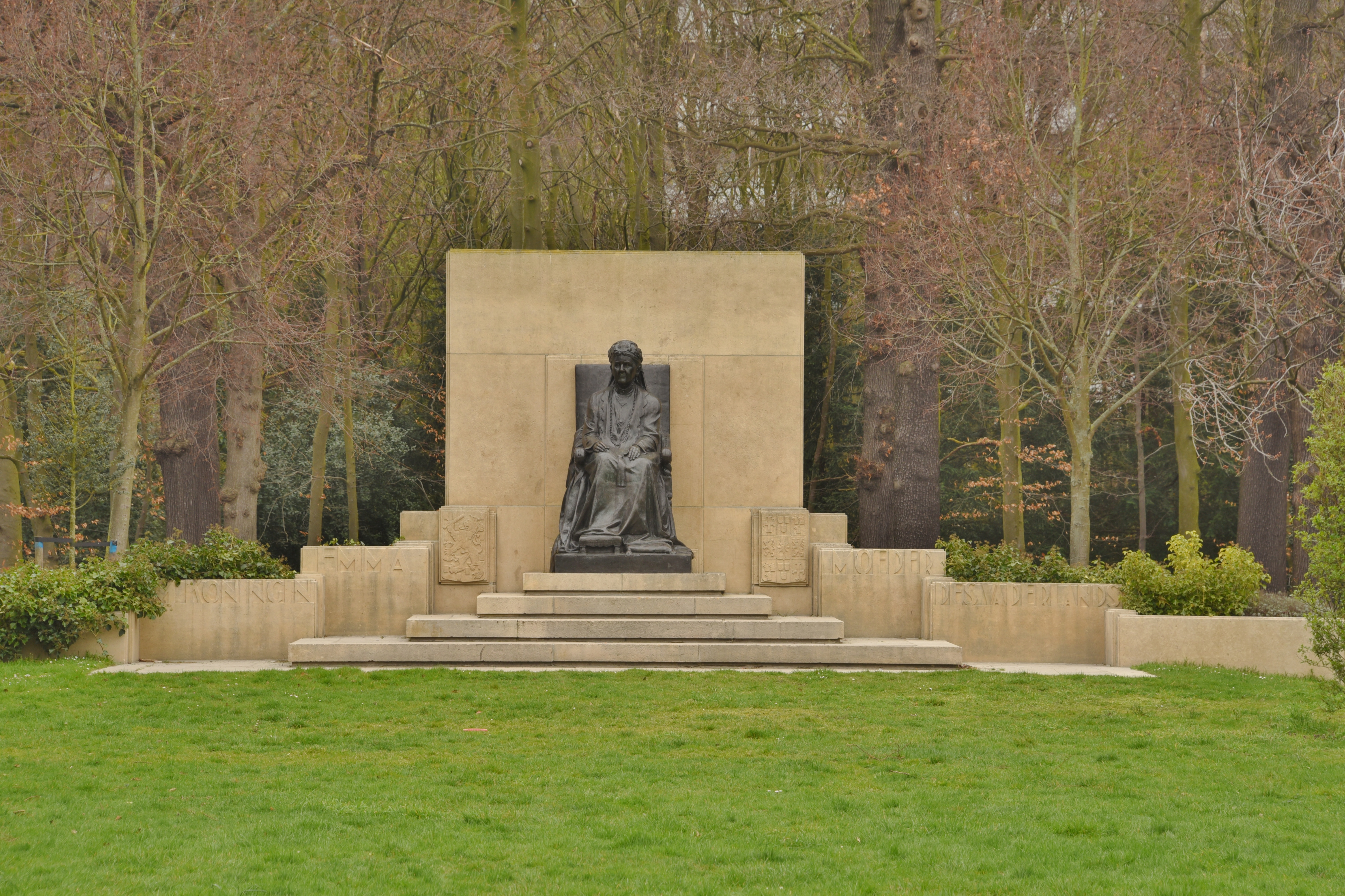
Monument für Königin Emma in Den Haag

## Stammtafel
| Stammtafel Emma zu Waldeck und Pyrmont (1858–1934)                                             | Stammtafel Emma zu Waldeck und Pyrmont (1858–1934)                                  | Stammtafel Emma zu Waldeck und Pyrmont (1858–1934)                                  | Stammtafel Emma zu Waldeck und Pyrmont (1858–1934)                                  | Stammtafel Emma zu Waldeck und Pyrmont (1858–1934)                                  | Stammtafel Emma zu Waldeck und Pyrmont (1858–1934)                                  | Stammtafel Emma zu Waldeck und Pyrmont (1858–1934)                                  | Stammtafel Emma zu Waldeck und Pyrmont (1858–1934)                                  | Stammtafel Emma zu Waldeck und Pyrmont (1858–1934)                                  |
| ---------------------------------------------------------------------------------------------- | ----------------------------------------------------------------------------------- | ----------------------------------------------------------------------------------- | ----------------------------------------------------------------------------------- | ----------------------------------------------------------------------------------- | ----------------------------------------------------------------------------------- | ----------------------------------------------------------------------------------- | ----------------------------------------------------------------------------------- | ----------------------------------------------------------------------------------- |

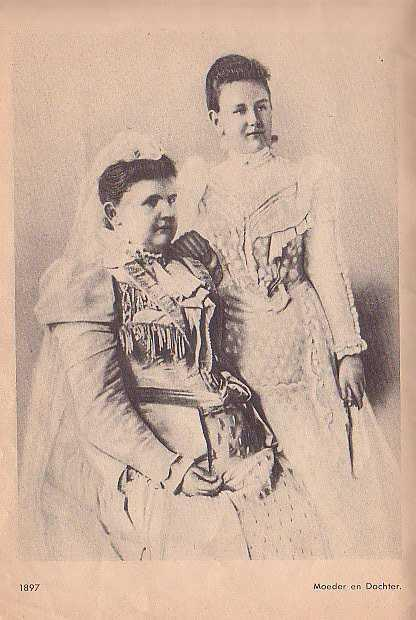
Emma zu Waldeck und Pyrmont und ihre Tochter, Königin Wilhelmina

| Großeltern                                                                                     | Georg II. von Waldeck (1789–1845) ⚭ 1823 Emma von Anhalt-Bernburg (1802–1858)       | Georg II. von Waldeck (1789–1845) ⚭ 1823 Emma von Anhalt-Bernburg (1802–1858)       | Georg II. von Waldeck (1789–1845) ⚭ 1823 Emma von Anhalt-Bernburg (1802–1858)       | Georg II. von Waldeck (1789–1845) ⚭ 1823 Emma von Anhalt-Bernburg (1802–1858)       | Wilhelm I. von Nassau (1792–1839) ⚭ 1829 Pauline von Württemberg (1810–1856)        | Wilhelm I. von Nassau (1792–1839) ⚭ 1829 Pauline von Württemberg (1810–1856)        | Wilhelm I. von Nassau (1792–1839) ⚭ 1829 Pauline von Württemberg (1810–1856)        | Wilhelm I. von Nassau (1792–1839) ⚭ 1829 Pauline von Württemberg (1810–1856)        |
| Eltern                                                                                         | Georg Viktor von Waldeck-Pyrmont (1831–1893) ⚭ 1853 Helene von Nassau (1831–1888)   | Georg Viktor von Waldeck-Pyrmont (1831–1893) ⚭ 1853 Helene von Nassau (1831–1888)   | Georg Viktor von Waldeck-Pyrmont (1831–1893) ⚭ 1853 Helene von Nassau (1831–1888)   | Georg Viktor von Waldeck-Pyrmont (1831–1893) ⚭ 1853 Helene von Nassau (1831–1888)   | Georg Viktor von Waldeck-Pyrmont (1831–1893) ⚭ 1853 Helene von Nassau (1831–1888)   | Georg Viktor von Waldeck-Pyrmont (1831–1893) ⚭ 1853 Helene von Nassau (1831–1888)   | Georg Viktor von Waldeck-Pyrmont (1831–1893) ⚭ 1853 Helene von Nassau (1831–1888)   | Georg Viktor von Waldeck-Pyrmont (1831–1893) ⚭ 1853 Helene von Nassau (1831–1888)   |
| Emma zu Waldeck und Pyrmont (1858–1934) ⚭ 1879 Wilhelm III., König der Niederlande (1817–1890) |                                                                                     |                                                                                     |                                                                                     |                                                                                     |                                                                                     |                                                                                     |                                                                                     |                                                                                     |
| Kinder                                                                                         | Königin Wilhelmina (1880–1962) ⚭ 1901 Heinrich von Mecklenburg-Schwerin (1876–1934) | Königin Wilhelmina (1880–1962) ⚭ 1901 Heinrich von Mecklenburg-Schwerin (1876–1934) | Königin Wilhelmina (1880–1962) ⚭ 1901 Heinrich von Mecklenburg-Schwerin (1876–1934) | Königin Wilhelmina (1880–1962) ⚭ 1901 Heinrich von Mecklenburg-Schwerin (1876–1934) | Königin Wilhelmina (1880–1962) ⚭ 1901 Heinrich von Mecklenburg-Schwerin (1876–1934) | Königin Wilhelmina (1880–1962) ⚭ 1901 Heinrich von Mecklenburg-Schwerin (1876–1934) | Königin Wilhelmina (1880–1962) ⚭ 1901 Heinrich von Mecklenburg-Schwerin (1876–1934) | Königin Wilhelmina (1880–1962) ⚭ 1901 Heinrich von Mecklenburg-Schwerin (1876–1934) |
| Enkelkinder                                                                                    | Königin Juliana (1909–2004)                                                         | Königin Juliana (1909–2004)                                                         | Königin Juliana (1909–2004)                                                         | Königin Juliana (1909–2004)                                                         | Königin Juliana (1909–2004)                                                         | Königin Juliana (1909–2004)                                                         | Königin Juliana (1909–2004)                                                         | Königin Juliana (1909–2004)                                                         |